# Шестаковка (Орловская область)
Шестаковка — деревня в Марьинском сельском поселении Корсаковского района Орловской области России.

## География
Деревня расположено в 103 км на северо-восток от Орла.

## Население
| 2010 |
| ---- |
| 0    |